# James Kent (réalisateur)
Pour les articles homonymes, voir James Kent et Kent (homonymie).
James Kent, né le 10 mai 1962, est un réalisateur britannique.
Sorti en 2005, son documentaire Holocaust: A Music Memorial Film (pt) obtient un BAFTA Award ainsi que l'Emmy Award du meilleur programme artistique. Des musiciens du monde entier, dont le violoniste russe Maxime Venguerov, les sopranos Isabel Bayrakdarian et Kate Royal (en) et le pianiste américain Emanuel Ax, y participent et rendent hommage aux victimes à l'occasion du 60e anniversaire de la libération du camp d'Auschwitz.
En 2014 sort son premier long métrage au cinéma Mémoires de jeunesse (Testament of Youth), basé sur une autobiographie de Vera Brittain, écrivaine, pacifiste et féministe britannique, interprétée par Alicia Vikander.

## Filmographie

### Cinéma
- 2014 : Mémoires de jeunesse (Testament of Youth)
- 2019 : Cœurs ennemis (The Aftermath)
- 2022 : La Voix humaine

### Télévision
- 1987 : Biography (en) (série documentaire) : épisode John Wayne: The Unquiet American
- 1997 : Vile Bodies (mini-série documentaire en 3 parties)
- 1997 : American Visions (mini-série documentaire) : épisode The Republic of Virtue
- 1997 : Albert Camus : un combat contre l'absurde (Albert Camus : The Madness of Sincerity) (téléfilm documentaire)
- 2000 : EastEnders (série télévisée) : 3 épisodes
- 2001 : Fashion Victim : The Killing of Gianni Versace (téléfilm documentaire)
- 2003 : Witchcraze (téléfilm)
- 2003 : Philip Larkin : Love and Death in Hull (téléfilm documentaire)
- 2004 : The Genius of Mozart (mini-série documentaire en 3 parties)
- 2005 : Holocaust: A Music Memorial Film (pt) (téléfilm documentaire)
- 2005 : Looking for Elizabeth (téléfilm documentaire)
- 2006 : Elizabeth David : A Life in Recipes (téléfilm)
- 2006 : HG Wells' War with the World (téléfilm)
- 2007 : War Oratorio (téléfilm)
- 2008 : Hercule Poirot (série télévisée) : saison 11, épisode 2 : Le Chat et les Pigeons
- 2009 : Margaret (téléfilm)
- 2009 : My Life in Verse (série documentaire)
- 2009 : 9/11 : Phone Calls from the Towers (téléfilm documentaire)
- 2010 : Le Journal secret d'Anne Lister (The Secret Diaries of Miss Anne Lister)
- 2011 : Marchlands (en) (mini-série de 5 épisodes)
- 2012 : Inside Men (mini-série de 4 épisodes)
- 2012 : Chopin Saved My Life (téléfilm)
- 2013 : The White Queen (mini-série) : 3 épisodes
- 2013 : Le Treizième Conte (en) (The Thirteenth Tale) (téléfilm)
- 2016 : American Crime (série télévisée) : saison 2, épisode 9
- 2016 : 22.11.63 (série télévisée) : épisode 7
- 2019 : MotherFatherSon (mini-série) : 4 épisodes
- 2022 : The Capture (mini-série) : saison 2, 3 épisodes
- 2023 : Fellow Travelers  (mini-série) : 2 épisodes